# Peñausende (kommunhuvudort)
Peñausende är en kommunhuvudort i Spanien.   Den ligger i provinsen Provincia de Zamora och regionen Kastilien och Leon, i den centrala delen av landet, 200 km nordväst om huvudstaden Madrid. Peñausende ligger 870 meter över havet och antalet invånare är 490.
Terrängen runt Peñausende är platt. Runt Peñausende är det mycket glesbefolkat, med 7 invånare per kvadratkilometer. Närmaste större samhälle är Corrales, 14,3 km nordost om Peñausende. Trakten runt Peñausende består i huvudsak av gräsmarker.